# Psammodius kobayashii
Psammodius kobayashii är en skalbaggsart som beskrevs av Shuhei Nomura 1973. Psammodius kobayashii ingår i släktet Psammodius och familjen Aphodiidae. Inga underarter finns listade i Catalogue of Life.